# 캐럴라인 드리스
캐럴라인 드리스(영어: Caroline Dries, 1980년 8월 19일 ~ )는 미국의 각본가, 텔레비전 프로듀서이다. 《뱀파이어 다이어리》 제작자로서 유명하고, 이외에 《스몰빌》, 《배트우먼》 등의 TV 드라마를 제작했다.